# Kurnool
Kurnool là một thành phố và là nơi đặt hội đồng thành phố (municipal corporation) của quận Kurnool thuộc bang Andhra Pradesh, Ấn Độ.

## Địa lý
Kurnool có vị trí 15°50′B 78°03′Đ / 15,83°B 78,05°Đ Nó có độ cao trung bình là 274 mét (898 feet).

## Nhân khẩu
Theo điều tra dân số năm 2001 của Ấn Độ, Kurnool có dân số 267.739 người. Phái nam chiếm 51% tổng số dân và phái nữ chiếm 49%. Kurnool có tỷ lệ 63% biết đọc biết viết, cao hơn tỷ lệ trung bình toàn quốc là 59,5%: tỷ lệ cho phái nam là 69%, và tỷ lệ cho phái nữ là 57%. Tại Kurnool, 13% dân số nhỏ hơn 6 tuổi.